# Jahmesz (XXVI. dinasztia)
Jahmesz ókori egyiptomi herceg és tábornok a XXVI. dinasztia idején; II. Jahmesz fáraó és Nahtubaszterau királyné fia.
II. Jahmesz öt ismert gyermekének egyike. Testvérei közül Paszenenhonszu herceg született ugyanattól az anyától. Féltestvérei: III. Pszammetik fáraó, II. Nitókrisz papnő (Ámon isteni feleségének kijelölt örököse), valamint valószínűleg Tasereniszet hercegnő. Jahmesz herceget a gízai LG83 (G 9550) sírba temették, anyjával együtt; innen előkerült szarkofágja, melyről címeit levésték, bár nevét nem. A szarkofág ma Szentpéterváron található.